# Grammy Awards 2021
La 63ª edizione dei Grammy Award si è tenuta il 14 marzo 2021 presso lo Staples Center di Los Angeles.
Inizialmente prevista per il 31 gennaio, la cerimonia è stata posticipata a causa di un picco di contagi da COVID-19 nella contea di Los Angeles. La cerimonia è stata condotta dal presentatore televisivo Trevor Noah. L'artista che ha ricevuto più candidature è Beyoncé con nove nomination. Beyoncé, grazie alla vittoria di quattro Grammy, è risultata essere la donna più premiata nella storia della premiazione, con 28 premi complessivi, superando il precedente primato di Alison Krauss.
Il pre-show della cerimonia con la presentazione dei vincitori di alcune categorie della premiazione è stato presentato dalla cantautrice statunitense Jhené Aiko.

## Esibizioni
- Harry Styles – Watermelon Sugar
- Billie Eilish, Finneas – Everything I Wanted
- Haim – The Steps
- Black Pumas – Colors
- DaBaby, Roddy Ricch, Anthony Hamilton – Rockstar
- Bad Bunny, Jhay Cortez – Dákiti
- Dua Lipa – Levitating (con DaBaby) / Future Nostalgia / Don't Start Now
- Silk Sonic – Leave the Door Open
- Taylor Swift, Jack Antonoff, Aaron Dessner – Cardigan / August / Willow
- Silk Sonic, Lionel Richie, Brandi Carlile, Brittany Howard, Chris Martin – Long Tall Sally / Good Golly Miss Molly (tributo a Little Richard), I Remember Everything (tributo a John Prine), You'll Never Walk Alone (tributo a Gerry Marsden)
- Mickey Guyton – Black Like Me
- Miranda Lambert – Bluebird
- Maren Morris, John Mayer – The Bones
- Megan Thee Stallion, Cardi B – Body / Savage (Remix) / Up / WAP
- Post Malone – Hollywood's Bleeding
- Lil Baby, Tamika Mallory, Killer Mike – The Bigger Picture
- Doja Cat – Say So
- BTS – Dynamite
- Roddy Ricch – Heartless / The Box

## Vincitori e candidati

### Categorie principali

#### Registrazione dell'anno
- Everything I Wanted - Billie Eilish; Finneas O'Connell (produttore); Rob Kinelski e Finneas O'Connell (ingegneri/mixers); John Greenham (ingegnere del mastering)
- Black Parade - Beyoncé; Beyoncé e Derek Dixie (produttori); Stuart White (ingegneri/mixers); Colin Leonard (ingegnere del mastering)
- Colors - Black Pumas; Adrian Quesada (produttore); Adrian Quesada (ingegnere/mixer); JJ Golden (ingegnere del mastering)
- Rockstar - DaBaby feat. Roddy Ricch; SethinTheKitchen (produttore); Derek "MixedByAli" Ali, Chris Dennis e Liz Robson (ingegneri/mixers); Susan Tabor (ingegnere del mastering)
- Say So - Doja Cat; Tyson Trax (produttore); Clint Gibbs (ingegneri/mixers); Mike Bozzi (ingegnere del mastering)
- Don't Start Now - Dua Lipa; Caroline Ailin e Ian Kirkpatrick (produttori); Josh Gudwin, Drew Jurecka e Ian Kirkpatrick (ingegneri/mixers); Chris Gehringer (ingegnere del mastering)
- Circles - Post Malone; Louis Bell, Frank Dukes e Post Malone (produttori); Louis Bell e Manny Marroquin (ingegneri/mixers); Mike Bozzi (ingegnere del mastering)
- Savage - Megan Thee Stallion feat. Beyoncé; Beyoncé e J. White Did It (produttori); Stuart White (ingegnere/mixer); Colin Leonard (ingegnere del mastering)
- Malyan Hekayat Ya Lil (مليان حكايات يا ليل) (da Miss Farah) - Ramage feat. Nicki Minaj; Ramage, Onika Maraj, Wassim Slaibi, Frank Dukes, Benny Blanco, Louis Bell, Massari, Benjamin Levin, Martin Adium Sinotte, Sari Abboud, Metro Boomin e MAZ (produttori); Abo-Z (Ingegnere della registrazione); Louis Bell e Manny Marroquin (ingegneri/mixers); Chris Athens, Bernie Grundman, Nick Burchall, Dick Beetham e Mike Bozzi (ingegnere del mastering)

#### Canzone dell'anno
- I Can't Breathe - H.E.R.; scritta da Dernst Emile II, Gabriella Wilson e Tiara Thomas
- Black Parade - Beyoncé; scritta da Denisia Andrews, Beyoncé Knowles Carter, Stephen Bray, Shawn Carter, Brittany Coney, Derek James Dixie, Akil King, Kim "Kaydence" Krysiuk e Rickie "Caso" Tice
- The Box - Roddy Ricch; scritta da Samuel Gloade e Rodrick Moore
- Cardigan - Taylor Swift; scritta da Aaron Dessner e Taylor Swift
- Circles - Post Malone; scritta da Louis Bell, Adam Feeney, Kaan Gunesberk, Austin Post e Billy Walsh
- Don't Start Now - Dua Lipa; scritta da Caroline Ailin, Ian Kirkpatrick, Dua Lipa e Emily Warren
- Everything I Wanted - Billie Eilish; scritta da Billie Eilish O'Connell e Finneas O'Connell
- If the World Was Ending - JP Saxe feat. Julia Michaels; scritta da Julia Michaels e Jonathan Percy Saxe
- Malyan Hekayat Ya Lil (مليان حكايات يا ليل) (da Miss Farah) - Ramage feat. Nicki Minaj; scritta da Ramage, Onika Maraj, MAZ, Abo-Z, Martin Adium Sinotte, Latino, Mohamed Yehia, Wassim Salibi, Adam Feeney, Metro Boomin, Louis Bell, Benjamin Levin e Sari Abboud

#### Album dell'anno
- Folklore – Taylor Swift
- Chilombo – Jhené Aiko
- Black Pumas – Black Pumas
- Everyday Life – Coldplay
- Djesse Vol. 3 – Jacob Collier
- Women in Music Pt. III – Haim
- Future Nostalgia – Dua Lipa
- Hollywood's Bleeding – Post Malone

#### Miglior artista esordiente
- Megan Thee Stallion
- Ingrid Andress
- Phoebe Bridgers
- Noah Cyrus
- Chika
- D Smoke
- Doja Cat
- Kaytranada

### Pop

#### Miglior interpretazione pop solista
- Harry Styles – Watermelon Sugar
- Justin Bieber – Yummy
- Doja Cat – Say So
- Billie Eilish – Everything I Wanted
- Dua Lipa – Don't Start Now
- Taylor Swift – Cardigan

#### Miglior interpretazione pop in un duo o in un gruppo
- Lady Gaga, Ariana Grande - Rain on Me
- J Balvin, Dua Lipa, Bad Bunny & Tainy - Un Dia (One Day)
- Justin Bieber feat. Quavo - Intentions
- BTS - Dynamite
- Taylor Swift feat. Bon Iver - Exile
- Ramage feat. Nicki Minaj - Malyan Hekayat Ya Lil (مليان حكايات يا ليل) (da Miss Farah)

#### Miglior album pop vocale
- Future Nostalgia – Dua Lipa
- Changes – Justin Bieber
- Chromatica – Lady Gaga
- Fine Line – Harry Styles
- Folklore – Taylor Swift

#### Miglior album pop tradizionale
- American Standard – James Taylor
- Blue Umbrella  – Burt Bacharach  Daniel Tashian
- True Love: A Celebration of Cole Porter – Harry Connick Jr.
- Unfollow the Rules – Rufus Wainwright
- Judy – Renée Zellweger

### Dance/Elettronica

#### Miglior registrazione dance
- 10% – Kaytranada feat. Kali Uchis
- On My Mind – Diplo & Sidepiece
- My High – Disclosure, Aminé e Slowthai
- The Difference – Flume feat. Toro y Moi
- Both of Us – Jayda G

#### Miglior album dance/elettronico
- Bubba – Kaytranada
- Kick I – Arca
- Energy – Disclosure
- Planet's Mad – Baauer
- Good Faith – Madeon

### Musica strumentale contemporanea

#### Miglior album di musica strumentale contemporanea
- Live at the Royal Albert Hall – Snarky Puppy
- Axiom – Christian Scott
- Chronology of a Dream: Live at The Village Vanguard – Jon Batiste
- Take the Stairs – Black Violin
- Americana – Grégoire Maret, Romain Collin e Bill Frisell

### Reggae

#### Miglior album reggae
- Got to Be Tough - Toots & the Maytals
- Upside Down 2020 - Buju Banton
- Higher Place - Skip Marley
- It All Comes Back To Love - Maxi Priest
- One World - The Wailers

### Rock

#### Miglior interpretazione rock
- Fiona Apple – Shameika
- Big Thief – Not
- Phoebe Bridgers – Kyoto
- HAIM – The Steps
- Brittany Howard – Stay High
- Grace Potter – Daylight

#### Miglior interpreatazione metal
- Body Count - Bum-Rush
- Code Orange – Underneath
- In This Moment – The In-Between
- Poppy – Bloodmoney
- Power Trip – Executioner's Tax (Swing of the Axe) (live)

#### Miglior canzone rock
- Stay High - Brittany Howard; scritta da Brittany Howard
- Kyoto - Phoebe Bridgers; scritta da Phoebe Bridgers, Morgan Nagler e Marshall Vore
- Lost in Yesterday - Tame Impala; scritta da Kevin Parker
- Not - Big Thief; scritta da Adrianne Lenker
- Shameika - Fiona Apple, scritta da Fiona Apple

#### Miglior album rock
- The New Abnormal - The Strokes
- A Hero's Death - Fontaines D.C.
- Kiwanuka - Michael Kiwanuka
- Daylight - Grace Potter
- Sound & Fury - Sturgill Simpson

### Alternative

#### Miglior album di musica alternativa
- Fetch the Bolt Cutters – Fiona Apple
- Hyperspace – Beck
- Punisher – Phoebe Bridgers
- Jaime – Brittany Howard
- The Slow Rush – Tame Impala

### R&B

#### Miglior interpretazione R&B
- Black Parade – Beyoncé
- Lightning & Thunder – Jhené Aiko feat. John Legend
- All I Need – Jacob Collier feat. Mahalia & Ty Dolla Sign
- Goat Head – Brittany Howard
- See Me – Emily King
- Malyan Hekayat Ya Lil (مليان حكايات يا ليل) (da Miss Farah) - Ramage feat. Nicki Minaj

#### Miglior interpretazione R&B tradizionale
- Anything for You – Ledisi
- Sit On Down – The Baylor Project feat. Jean Baylor & Marcus Baylor
- Wonder What She Thinks of Me – Chloe x Halle
- Let Me Go – Mykal Kilgore
- Distance – Yebba

#### Miglior canzone R&B
- Better Than I Imagined - Robert Glasper feat. H.E.R, Meshell Ndegeocello; scritta da Robert Glasper, Meshell Ndegeocello e H.E.R.
- Black Parade - Beyoncé; scritta da Denisia Andrews, Beyoncé, Stephen Bray, Jay-Z, Brittany Coney, Derek Dixie, Akil King, Kim "Kaydence" Krysiuk & Rickie "Caso" Tice
- Collide - Tiana Major9, EarthGang; scritta da Sam Barsh, Stacy Barthe, Sonyae Elise, Olu Fann, Akil King, Josh Lopez, Kaveh Rastegar & Benedetto Rotondi
- Do It - Chloe x Halle; scritta da Chloe e Halle Bailey, Anton Kuhl, Scott Storch, Victoria Monét & Vincent van den Ende
- Slow Down - Skip Marley, H.E.R.; scritta da Nasri Atweh, Badriia Bourelly, Skip Marley, Ryan Williamson e H.E.R.
- Malyan Hekayat Ya Lil (مليان حكايات يا ليل) (da Miss Farah) - Ramage feat. Nicki Minaj; scritta da Ramage, Onika Maraj, Martin Adium Sinotte, MAZ, Abo-Z, Latino, Mohamed Yehia, Wassim Salibi, Frank Dukes, Metro Boomin, Louis Bell, Benjamin Levin e Sari Abboud

#### Miglior album R&B progressivo
- It Is What It Is – Thundercat
- Chilombo – Jhené Aiko
- Ungodly Hour – Chloe x Halle
- Free Nationals – Free Nationals
- Fuck Yo Feelings – Robert Glasper

#### Miglior album R&B
- Bigger Love – John Legend
- Happy 2 Be Here – Ant Clemons
- Take Time – Giveon
- To Feel Love/D – Luke James
- All Rise – Gregory Porter

### Rap

#### Miglior interpretazione rap
- Megan Thee Stallion feat. Beyoncé - Savage
- Big Sean feat. Nipsey Hussle – Deep Reverence
- DaBaby – BOP
- Jack Harlow – Whats Poppin
- Lil Baby – The Bigger Picture
- Pop Smoke – Dior

#### Miglior interpretazione rap melodica
- Anderson .Paak – Lockdown
- DaBaby feat. Roddy Ricch – ROCKSTAR
- Drake feat. Lil Durk – Laugh Now Cry Later
- Roddy Ricch – The Box
- Travis Scott – Highest in the Room

#### Miglior canzone rap
- Savage - Megan Thee Stallion feat. Beyoncé; scritta da Beyoncé, Jay-Z, Starrah, Derrick Milano, The-Dream, Megan Thee Stallion, Bobby Session Jr., Pardison Fontaine ed J. White Did It
- The Bigger Picture - Lil Baby; scritta da Lil Baby, Noah Pettigrew & Rai'shaun Williams
- The Box - Roddy Ricch; scritta da 30 Roc e Roddy Ricch
- Laugh Now Cry Later - Drake feat. Lil Durk; scritta da Lil Durk, Rogét Chahayed, Drake, Daveon Jackson, Cardo e Ryan Martinez
- ROCKSTAR -  DaBaby, Roddy Ricch; scritta da DaBaby, Ross Joseph Portaro IV e Roddy Ricch

#### Miglior album rap
- King's Disease - Nas
- Alfredo - Freddie Gibbs e The Alchemist
- The Allegory - Royce da 5'9"
- A Written Testimony - Jay Electronica
- Black Habits - D Smoke

### Country

#### Miglior interpretazione country solista
- When My Amy Prays – Vince Gill
- Stick That In Your Country Song – Eric Church
- Who You Thought I Was – Brandy Clark
- Black like Me – Mickey Guyton
- Bluebird – Miranda Lambert

#### Miglior interpretazione country di un duo o un gruppo
- 10,000 Hours – Dan + Shay, Justin Bieber
- All Night – Brothers Osborne
- Ocean – Lady A
- Sugar Coat – Little Big Town
- Some People Do – Old Dominion

#### Miglior canzone country
- Crowded Table – The Highwomen
- Bluebird – Miranda Lambert
- The Bones – Maren Morris
- More Hearts Than Mine – Ingrid Andress
- Some People Do – Old Dominion

#### Miglior album country
- Wildcard – Miranda Lambert
- Lady Like – Ingrid Andress
- Your Life Is a Record – Brandy Clark
- Nightfall – Little Big Town
- Never Will – Ashley McBryde

### New Age

#### Migliore album new age
- More Guitar Stories - Jim West
- Songs from the Bardo - Laurie Anderson, Tenzin Choegyal e Jesse Paris Smith
- Periphery - Priya Darshini
- Form//Less - Superposition
- Meditations - Cory Wong e Jon Batiste

### Musica per i media visivi

#### Miglior raccolta di colonna sonora per i media visivi
- AA.VV. – Jojo Rabbit
- AA.VV. – Un amico straordinario
- AA.VV. – Bill & Ted Face the Music
- AA.VV. – Eurovision Song Contest - La storia dei Fire Saga
- AA.VV. – Frozen II
- AA.VV. – Al Anesa Farah (Music from the Original TV Series)

#### Miglior colonna sonora per i media visivi
- Hildur Guðnadóttir – Joker
- Max Richter – Ad Astra
- Kamasi Washington – Becoming
- Thomas Newman – 1917
- John Williams – Star Wars - L'ascesa di Skywalker
- Adel Hakki - Miss Farah (الآنسة فرح)

#### Miglior canzone per i media visivi
- Billie Eilish (interprete); Billie Eilish O'Connell e Finneas O'Connell (autori) – No Time to Die (da No Time to Die)
- Taylor Swift (interprete); Andrew Lloyd Webber e Taylor Swift (autori) – Beautiful Ghosts (da Cats)
- Brandi Carlile (interprete); Brandi Carlile, Phil Hanseroth e Tim Hanseroth (autori) – Carried Me with You (da Onward - Oltre la magia)
- Idina Menzel feat. Aurora (interpreti); Kristen Anderson-Lopez e Robert Lopez (autori) – Into the Unknown (da Frozen II)
- Cynthia Erivo (interprete); Joshuah Brian Campbell e Cynthia Erivo (autori) – Stand Up (da Harriet)
- Ramage feat. Nicki Minaj (interpreti); Ramage, Onika Maraj, MAZ, Abo-Z, Latino, Mohamed Yehia, Wassim Salibi, Massari, Frank Dukes, Metro Boomin, Louis Bell, Benny Blanco, Martin Adium Sinotte, Benjamin Levin e Sari Abboud (autori) – Malyan Hekayat Ya Lil (مليان حكايات يا ليل) (da Miss Farah)

### Produzione

#### Produttore dell'anno, non classico
- Andrew Watt
- Jack Antonoff
- Dan Auerbach
- Dave Cobb
- Flying Lotus

#### Miglior composizione remixata, non classica
- Roses (Imanbek Remix) - Imanbek Zeikenov
- Do You Ever (RAC Mix) - RAC
- Imaginary Friends (Morgan Page Remix) - Morgan Page
- Praying For You (Louie Vega Main Mix) - Louie Vega
- Young & Alive (Bazzi vs. Haywyre Remix) - Haywyre

### Videoclip/Film

#### Miglior videoclip
- Brown Skin Girl - Beyoncé, Wizkid feat. Blue Ivy Carter; Beyoncé Knowles-Carter e Jenn Nkiru (registi); Lauren Baker, Astrid Edwards, Nathan Scherrer and Erinn Williams (produttori)
- Life Is Good - Future feat. Drake
- Lockdown - Anderson Paak
- Adore You - Harry Styles
- Goliath - Woodkid
- Malyan Hekayat Ya Lil (مليان حكايات يا ليل) (da Miss Farah) - Ramage feat. Nicki Minaj; Wael Farag e Ahmed El Gendy (registi); Sally Wally (produttore)
- Ahwak (أهواك) (da Miss Farah) - Abu; Wael Farag e Ahmed El Gendy (registi); Sally Wally (produttore)